# Залесе (Бидґозький повіт)
Залесе (пол. Zalesie, нім. Walde) — село в Польщі, у гміні Добрч Бидґозького повіту Куявсько-Поморського воєводства.
Населення — 190 осіб (2011).
У 1975-1998 роках село належало до Бидгощського воєводства.

## Демографія
Демографічна структура станом на 31 березня 2011 року:
|          | Загалом | Допрацездатний вік | Працездатний вік | Постпрацездатний вік |
| -------- | ------- | ------------------ | ---------------- | -------------------- |
| Чоловіки | 97      | 25                 | 67               | 5                    |
| Жінки    | 93      | 19                 | 58               | 16                   |
| Разом    | 190     | 44                 | 125              | 21                   |